# DJ Rashad
Rashad Harden (Chicago, Illinois, 9 de octubre de 1979-ib., 26 de abril de 2014), más conocido por su nombre artístico DJ Rashad, fue un músico, productor y DJ estadounidense conocido por ser un pionero en el género del footwork y, a menudo asociado con Hyperdub Records. Murió el 26 de abril de 2014, a los 34 años.

## Discografía

### Álbumes
- Double Cup (2013)